# کریستیان لوگران
کریستیان لوگران (ارمنی: Քրիստիան Լեգրան؛ فرانسوی: Christiane Legrand‎؛ زاده ۲۱ اوت ۱۹۳۰ – درگذشته ۱ نوامبر ۲۰۱۱) خواننده و صداپیشه ارمنی‌تبار اهل فرانسه بود. از فیلم‌ها یا برنامه‌های تلویزیونی که وی در آن نقش داشته‌است می‌توان به چترهای شربورگ ماجراجویان، آغاز (فیلم ۱۹۶۷)، امانوئل ۴، دیو و دلبر و بدرود فیلیپین اشاره کرد. وی خواهر میشل لوگران بود.